# Eremitkrabba
Eremitkräfta (Pagurus bernhardus) är en kräftdjursart som först beskrevs av Carl von Linné 1758, ursprungligen under namnet Cancer bernhardus. Den ingår i släktet Pagurus och familjen eremitkräftor. Arten är reproducerande i Sverige. Inga underarter finns listade i Catalogue of Life.

## Bildgalleri

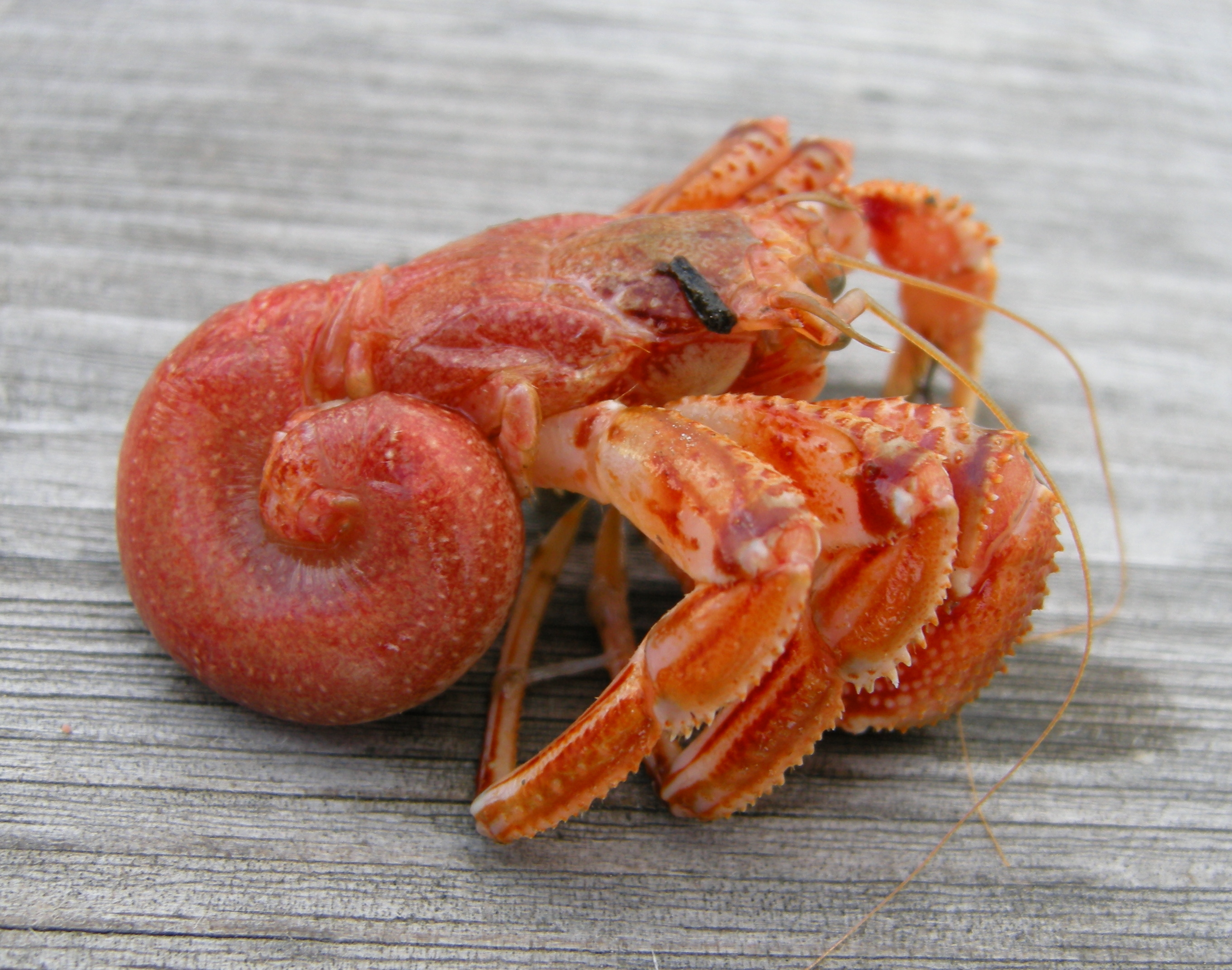
Eremitkräfta som krupit ur sitt snäckskal.
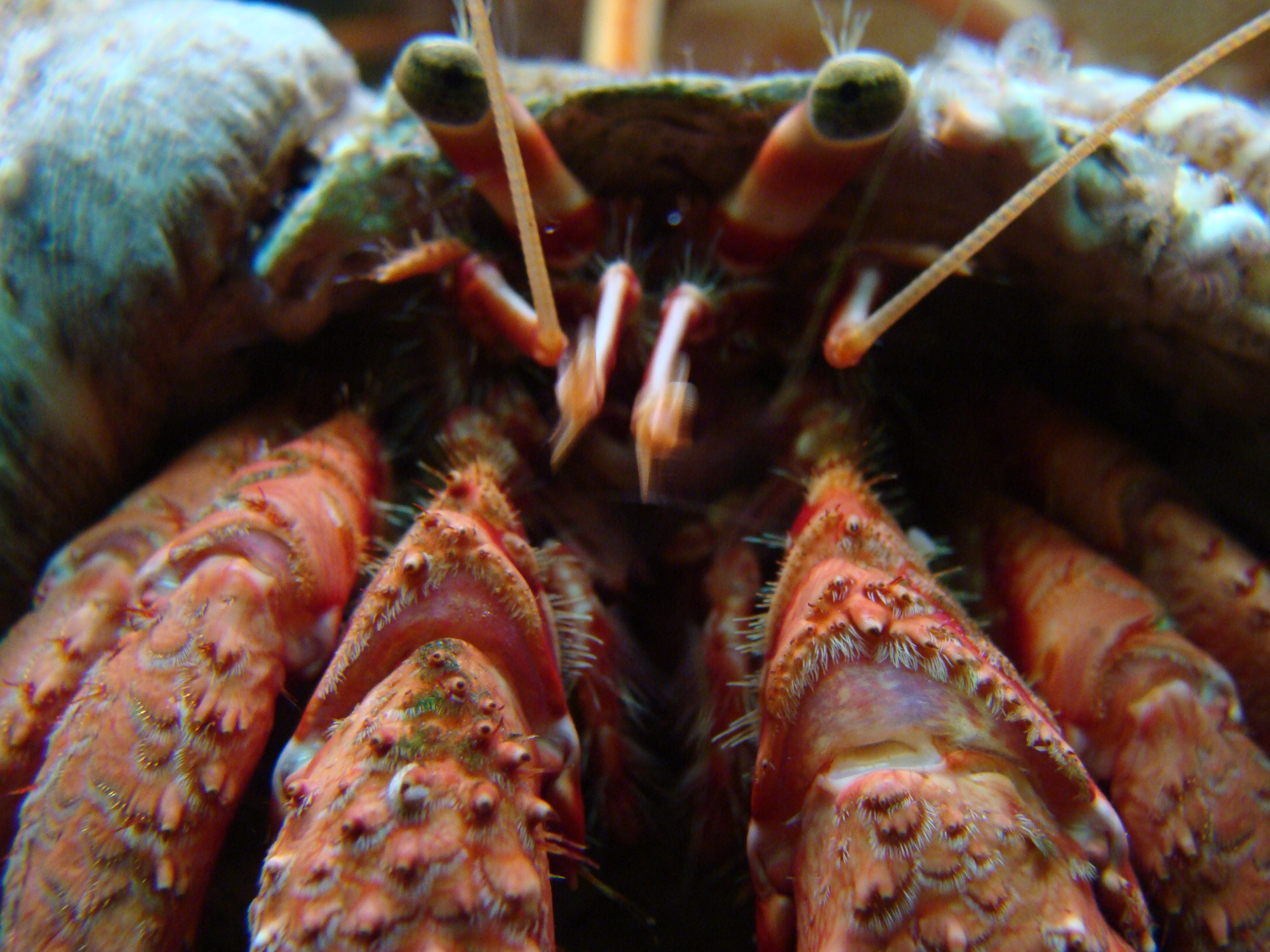
Eremitkräfta.